# Biloxis
Els biloxi són una tribu ameríndia, potser de parla siouan, el nom de la qual ve de Taneks anya (primer poble). També dits ananis, anaxis, annocchy, pels francesos i polu'ksalgi pels creek. Habitaven a la badia de Biloxi i al llarg del baix Pascagoula (Mississipi). Actualment viuen a Marksville (Louisiana) amb els tunica.

## Demografia
El 1650 eren un miler segons Mooney, d'on foren traslladats a Oklahoma i a l'Est de Texas. Baixaren a 420 el 1698, 175 el 1720, 105 el 1805, 65 el 1829 i 6-8 el 1908. El 1828 estaven comptabilitzades 20 famílies biloxi. El 1960 hi havia 125 biloxi al centre de Louisiana, amb alguns choctaws. Segons el cens dels Estats Units de 2010 hi havia 1.455 biloxis repartits en tres grups:
- Tribu Biloxi, 68 individus.
- Tribu Tunica-Biloxi de Louisiana, 951 individus.
- Confederació Biloxi-Chitimacha-Choctaw. 436 individus

## Costums
Lingüísticament, d'antuvi hom creia que els biloxi eren muskogi emparentats llunyanament amb els choctaws, però Albert Samuel Gatschell sosté des del 1886 que són siouan. Llur origen, però, és incert i hom sosté que estan relacionats amb els ofo o mosopelea d'Ohio. Els clans dels biloxi eren matriarcals, vivien en tendes i feien estris d'os i fusta, i a la llarga absorbiren als ofo i avoyel. Creien en un déu femení que representava el sol, al qual dedicaven un temple, que era el focus de les activitats religioses, amb figuren de terra d'una dona (el dol) i una granota (el món subterrani). Enterraven els morts en tombes alineades amb escorça de cara amunt i amb el cap mirant a l'Oest. Els guerrers es tatuaven i els fletxes eren de pedres triangulars. Es dedicaven a la cacera del bisó, al conreu del moresc i de la carabassa; feien bona cistelleria i terrissa, i des del 1700 explotaven la sal amb ànsies comercials.

## Història
Possiblement són els capitanesses que apareixen als mapes neerlandesos de l'oest del riu Susquehanna.
El 1699 Pierre Le Moyne d'Iberville els va visitar a la badia de Biloxi, juntament amb els missioners la Source i J. Granier, però el 1702 es traslladaren a la badia de Mobile (Louisiana), d'on seran expulsats pels anglesos el 1763 fins a territori espanyol. Entre els membres dels biloxi hi figuren importants exploradors dels francesos d'Iberville i Louis Juchereau de Saint Denis. El seu principal campament era a Haynes Bluff (Mississipi); el p. Davion n'estudià la llengua i creà una missió. I el 1720 foren visitats per P.F. Charlevoix. D'Iberville els convencé que es traslladessin vora Nova Orleans, però el 1722 tornaren a les seves terres originàries.
El mapa de De Crenay (1733) els situava al marge dret del riu Alabama, als actuals comtats de Clifton i Wilcox (Alabama). Van viure vora els marges del Pascagoula fins que els francesos foren definitivament derrotats el 1763. Aleshores molts marxaren vers Marksville (Louisiana), entre el riu Red i Bayou Boeuf. Però a començaments del segle xix molts van vendre llurs terres i marxaren cap a Biloxi Bayou, al comtat d'Angelina (Texas).
El 1830 foren visitats a Texas, on hi havia 25 famílies, per Jean Louis Berlandier, i el 1841 el seu cap Melancon fou assassinat en unes disputes de terres. Fins al 1981 no van rebre l'estatut federal de tribu. La majoria, però, o bé va tornar a Louisiana, tot establint-se a Rapides Parish, o bé marxaren a Oklahoma, on s'integraren entre els choctaws. Cap al 1865 foren atacats pels unionistes, ja que donaren suport als Confederats. El 1870 el cap Volsin Chiki va restablir la Féte du Blé, i cap al 1899 ja tenien una organització tribal. Foren també objecte de diversos estudis antropològics i lingüístics, com els d'ALbert S. Gatschet, cap del Bureau of American Ethnology, el 1886, i James Dorsey, el 1892-1893.